# Squat (scheepvaart)

Definitie van parameters in de spiegeldalingberekening van Schijf

Squat (inzinking van het schip, een goed Nederlands woord bestaat niet) is het verlies van ruimte onder de kiel (kielspeling, under keel clearance, UKC) van een vaartlopend schip vergeleken met wanneer het stil ligt door een daling van de waterspiegel, spiegeldaling. Het is een hydrodynamisch effect waarbij een schip inzinkt en vertrimt, vooral in smal, ondiep vaarwater. Het verhoudt zich kwadratisch met de vaart door het water.

## Verschil squat en spiegeldaling
Spiegeldaling is de verlaging van de waterspiegel door een varend schip. Dicht bij het schip is deze daling meer dan op enige afstand en dus niet zoals Schijf aannam constant over de volledige breedte van het kanaal, zie ook de overzichtsfiguur hier linksonder. Squat is de daling van het schip door de spiegeldaling. Bij Schijf is spiegeldaling dus identiek aan squat, in werkelijkheid is squat gelijk aan de maximale spiegeldaling.

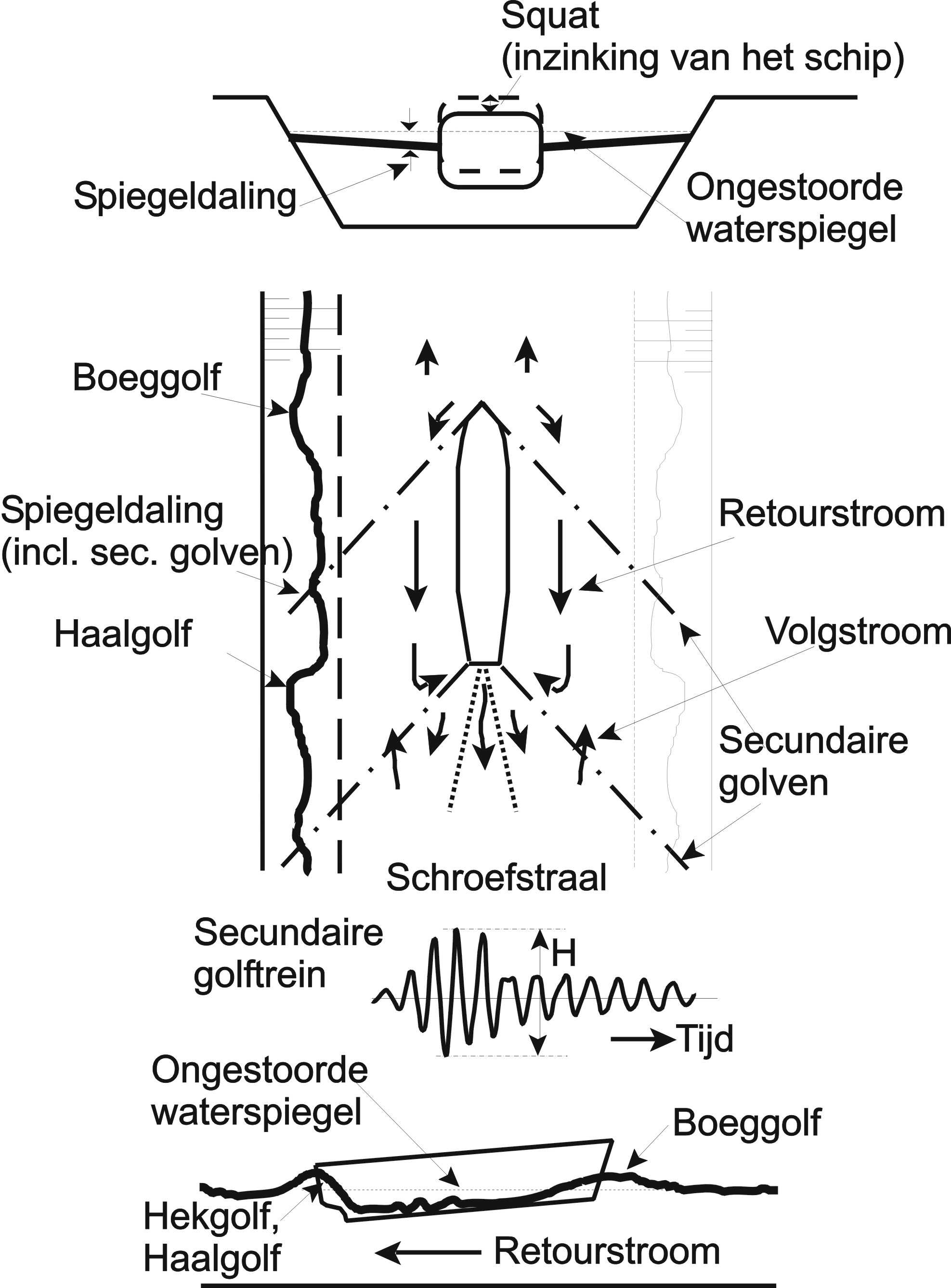
Stromings- en golfverschijnselen rondom een schip

## Gevolgen
Door squat kan een schip dat in statische toestand voldoende water onder de kiel heeft, tijdens vaartlopen toch aan de grond lopen. Daarnaast beïnvloedt het de manoeuvreereigenschappen bij nauw vaarwater in samenhang met het oevereffect. Ook geeft squat problemen bij het passeren en tegemoetkomen van andere schepen in vaarwegen van beperkte breedte en diepte. Zo wordt de draaicirkel groter in ondiep water.

## Oorzaak
Rondom een schip dat vaart ontstaan drukverschillen doordat het water wordt weggedrongen, terwijl het bij het achterschip opvult. Bij het voorschip en in mindere mate bij het achterschip ontstaat een drukverhoging, terwijl daartussen een drukverlaging optreedt. Dit manifesteert zich onder andere in de opgewekte golven rondom het schip. Bij nauw vaarwater is er voor het water dat door het schip verplaatst wordt minder ruimte, zodat deze een nog hogere snelheid krijgt. Dit water stroomt dus van de voorzijde van het schip naar de achterzijde en als de vaarweg een beperkt dwarsprofiel heeft, kan deze snelheid aanzienlijk zijn
Volgens de Wet van Bernoulli daalt de druk bij toenemende snelheid:
{\displaystyle p+\rho gh+{\begin{matrix}{\frac {1}{2}}\end{matrix}}\rho v^{2}=\mathrm {constant} }
waarbij:
{\displaystyle p} = hydrostatische druk
{\displaystyle {\frac {1}{2}}\rho v^{2}} = hydrodynamische druk
{\displaystyle \rho } = dichtheid
{\displaystyle g} = zwaartekrachtsversnelling
{\displaystyle h} = hoogte (is hier dus de waterdiepte)
{\displaystyle v} = snelheid van het schip
Zodra de snelheid stijgt, stijgt de hydrodynamische druk en doordat de totale druk gelijk blijft, moet de hydrostatische druk dalen. Hierdoor zinkt het schip in en afhankelijk van de blokcoëfficiënt CB van het schip en de ruimte die het schip in het kanaal heeft. Afhankelijk van de verhouding lengte/breedte vertrimt het schip voor- of achterover, zoals op te maken uit de formule van Römisch. Andere factoren die de squat beïnvloeden, zijn de snelheid v, de waterdiepte h, de diepgang van het schip T en de breedte van het vaarwater W ten opzichte van de scheepsbreedte B. Dit wordt uitgedrukt in de verhouding {\displaystyle {\frac {A_{s}}{A_{c}}}\left(={\frac {BT}{Wh}}\right)}. De inzinking z is een functie van de totale vaart door het water van het schip, dus {\displaystyle v+u_{r}}. De complicatie hierbij is dat de snelheid van het schip zelf niet bijdraagt aan de squat, alleen de extra retoursnelheid. Echter, omdat de snelheid in het kwadraat in de formule van Bernoulli zit, is de squat dus {\displaystyle z={\frac {v^{2}}{2g}}-{\frac {(v+u_{r})^{2}}{2g}}}. Zie ook de figuur rechts bovenin.
Deze methode van Schijf bevat geen empirische coëfficiënten, maar is afgeleid voor een rechthoekige bak in een prismatisch kanaal waarin de retourstroom overal even groot is.

Voor berekenen van de maximale spiegeldaling, en dus de maximale squat, is het dus nodig om de maximale snelheid van een schip te kennen. Nu zijn er in vaarwegen meestal snelheidsbeperkingen, maar die worden lang niet altijd nageleefd. Het is daarom veiliger om als maximale snelheid de fysische bovengrens van de snelheid te gebruiken, de grenssnelheid. Omdat in de praktijk varen met vrijwel de grenssnelheid heel veel vermogen kost, is een veilige bovengrens 90% van de grenssnelheid.

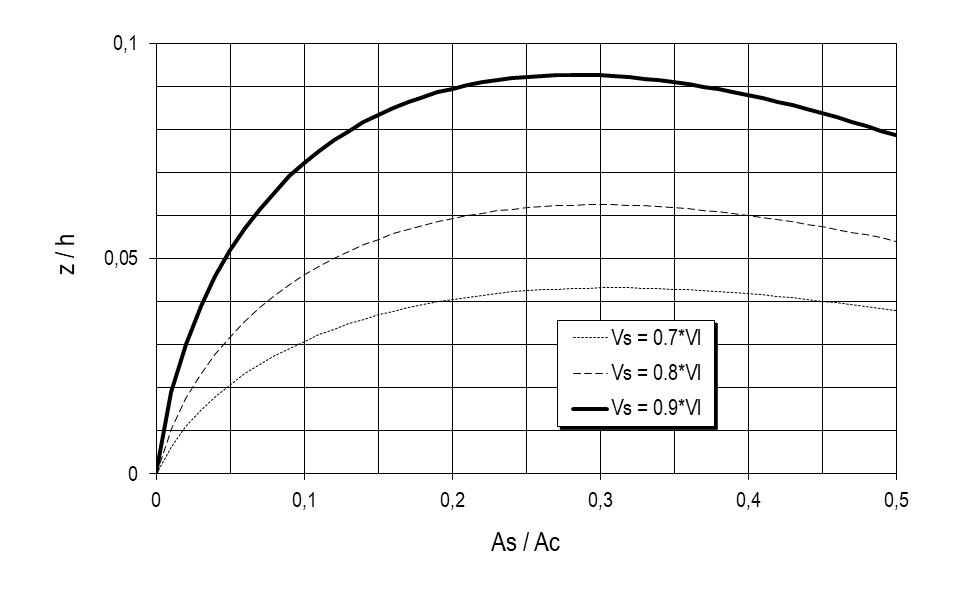
Grafische methode voor het bepalen van de spiegeldaling volgens Schijf

Uitgaande van de bovengenoemde formules, gecombineerd met de formules voor de grenssnelheid kan de volgende grafiek gemaakt worden van de dimensieloze spiegeldaling als functie van de verhouding As / Ac voor een aantal relevante waarden van de ontwerpsnelheid voor het betreffende kanaal.

## Praktische zaken
Schijf gebruikte voor zijn afleiding een nogal geschematiseerde situatie. In de praktijk zijn de volgende aanpassingen vaak nodig:

### Dwarsprofiel van het kanaal
Als het profiel niet rechthoekig is, maar trapeziumvormig moet de breedte b gelijk genomen worden aan de breedte op de waterlijn, en voor de diepte h niet de werkelijke diepte, maar h = Ac / b.

### Stroomsnelheid
Als er in het kanaal ook stroming is, zijn vs en vl relatief ten opzichte van de stroomsnelheid, dus 0,9 vl houdt dezelfde waarde. De positieve of negatieve stroomsnelheid moet opgeteld worden bij de gevonden retourstroom ur.

### Excentrische scheepspositie

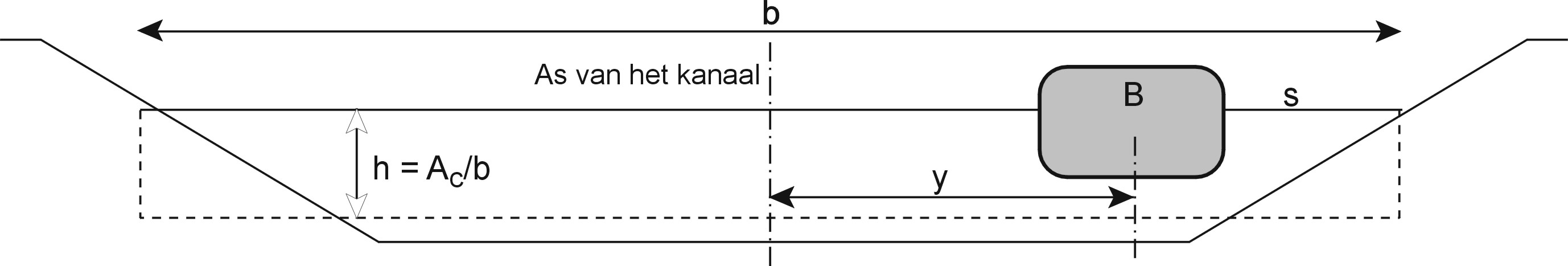
Aanpassing aan de schematisatie volgens Schijf

Als het schip niet in het midden van het kanaal vaart, maar op een afstand y uit het midden (gemeten tot het midden van het schip)gelden de volgende correcties:
{\displaystyle z_{ecc}=\left(1+{\frac {2y}{b}}\right)z}
{\displaystyle u_{r_{ecc}}=\left(1+{\frac {y}{b}}\right)u_{r}}

### Meerdere schepen
Als er schepen naast elkaar varen, beïnvloeden ze elkaar. Als schepen elkaar tegenkomen is hun invloed niet zo groot, maar wel als ze elkaar inhalen. Als een eerste benadering voor de berekening van spiegeldaling en retourstroom kan het beste voor As het opgetelde dwarsprofiel van beide schepen gebruikt worden.

### Hoogte haalgolf
Voor het ontwerpen van een oeverbescherming tegen scheepvaartgolven is de hoogte van de haalgolf aan de oever vaak maatgevend. Een goede benadering hiervoor is
{\displaystyle z_{max}=1,5z_{ecc}}

## Onderzoek

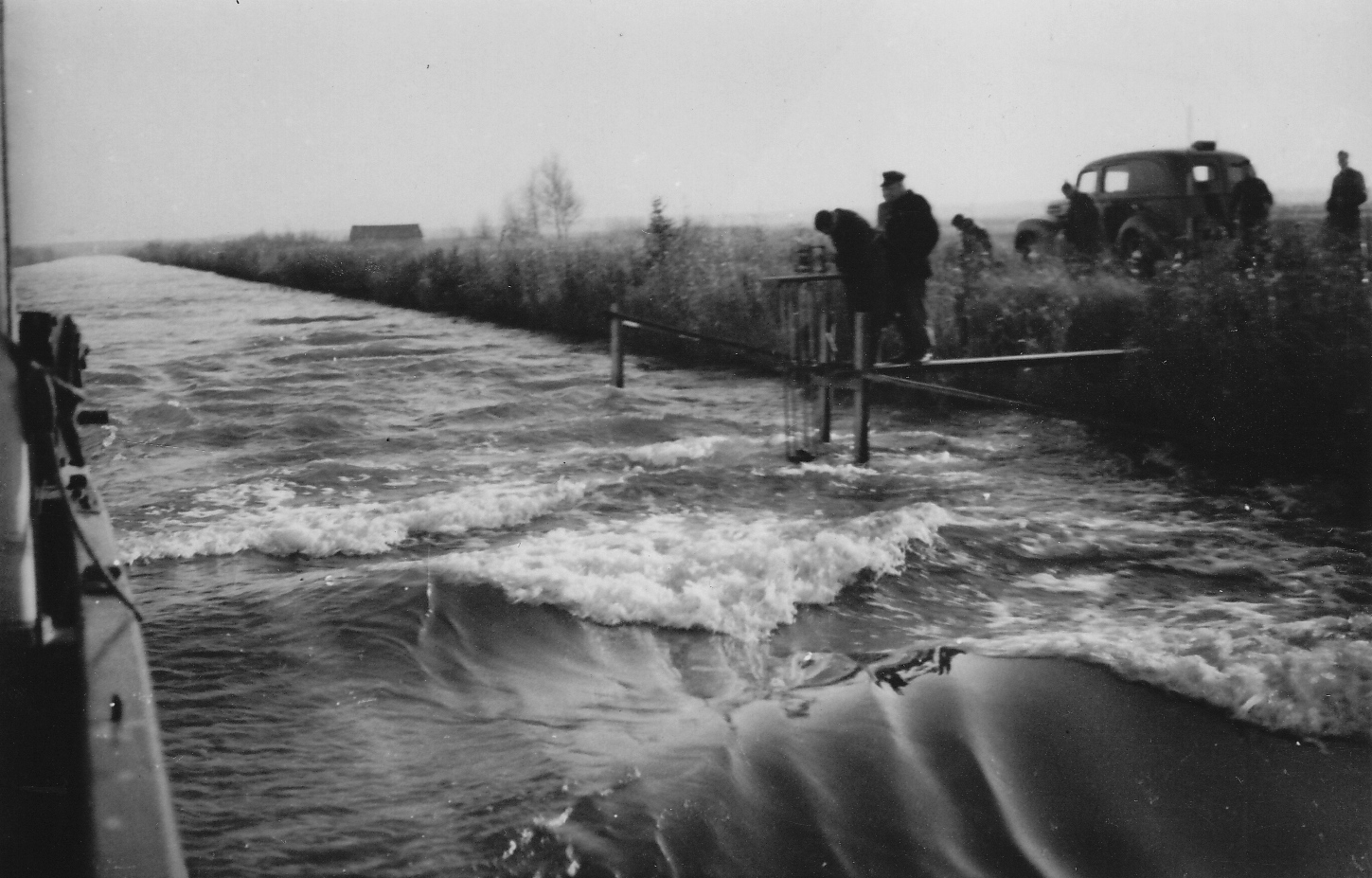
Metingen door Schijf rond 1945 in het Wilhelminakanaal

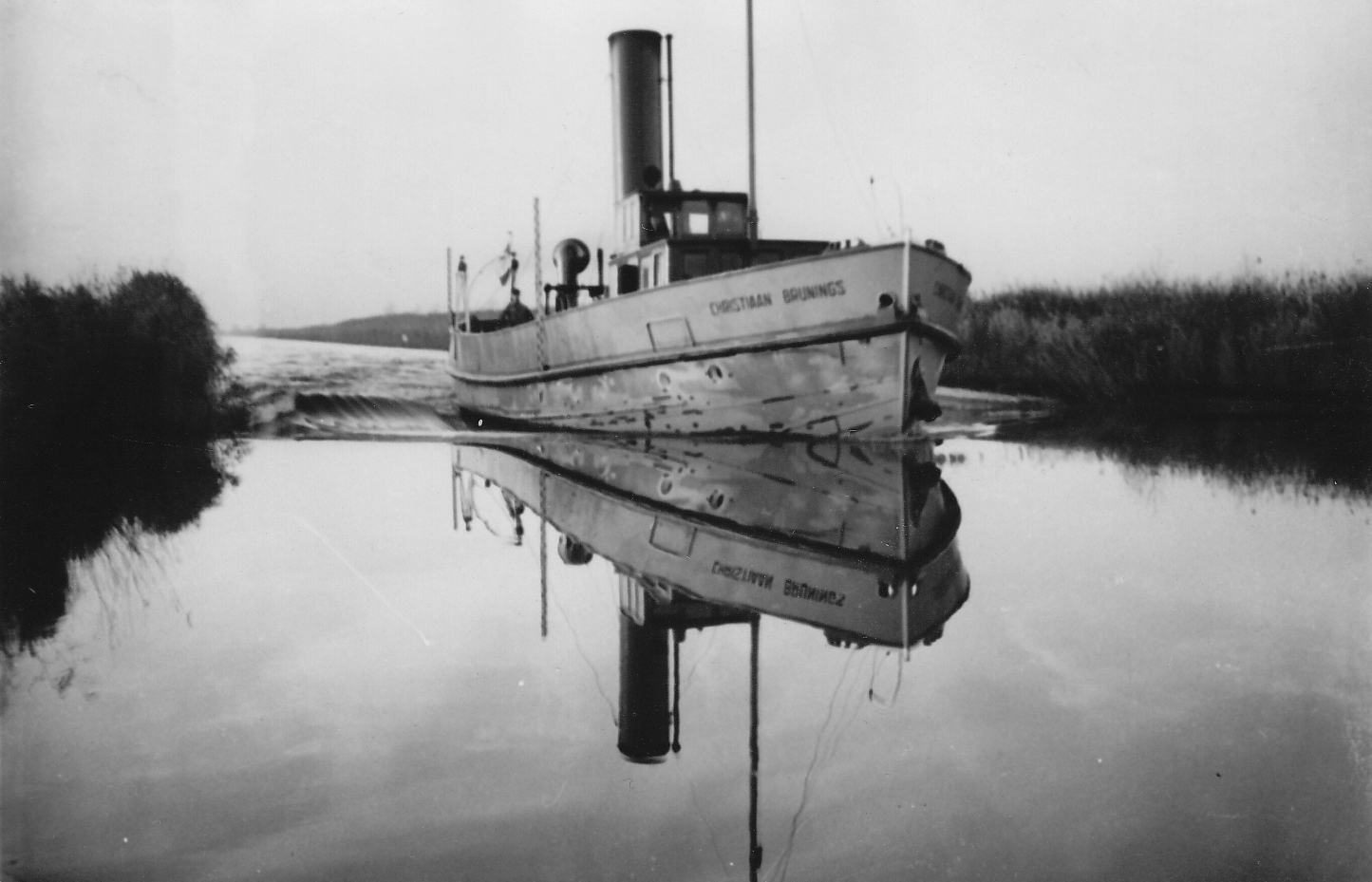
Metingen door Schijf rond 1945 in het Wilhelminakanaal

In de jaren 1940 is in Nederland onderzoek gedaan naar squat door Schijf, die een aantal formules ontwikkeld heeft.
De focus hierbij was de vaart door smalle, ondiepe kanalen. In de jaren 1980 is er een veel uitgebreider onderzoek gedaan, dat een aantal details van de formules verbeterd heeft, maar vooral tot doel had om betere ontwerprichtlijnen te maken voor de oeververdediging van vaarwegen.

## Emprische formules
Er zijn verschillende empirische formules voor squat. Squat hangt onder meer af van het Froudegetal voor waterdiepte {\displaystyle Fr_{h}}:
{\displaystyle Fr_{h}={\frac {v}{\sqrt {gh}}}}
Het is wel belangrijk om bij de Emprische formules het geldigheidsgebied goed in de gaten te houden. De meeste van deze formules gelden alleen voor open water.
|                                                      | Open water | Nauw water | |
| ---------------------------------------------------- | --- | --- | --- |
| Hooft (1974)                                         | {\displaystyle S_{BHo}=1,96{\frac {\nabla }{L_{PP}^{2}}}{\frac {Fr_{h}^{2}}{\sqrt {1-Fr_{h}^{2}}}}}                                                                                               | | {\displaystyle \nabla } = volume onderwaterschip {\displaystyle L_{PP}} = lengte tussen de loodlijnen |
| Huuska (1976)                                        | {\displaystyle S_{B}=2,4{\frac {\nabla }{L_{PP}^{2}}}{\frac {Fr_{h}^{2}}{\sqrt {1-Fr_{h}^{2}}}}K_{S}}                                                                                             | {\displaystyle S_{B}=2,4{\frac {\nabla }{L_{PP}^{2}}}{\frac {Fr_{h}^{2}}{\sqrt {1-Fr_{h}^{2}}}}K_{S}}                                                                                             | {\displaystyle K_{S}=7,45S_{1}+0,76} bij {\displaystyle S_{1}>0,03} {\displaystyle K_{S}=1} bij {\displaystyle S_{1}\leq 0,03} {\displaystyle S_{1}={\frac {A_{S}}{A_{ch}}}K_{1}} {\displaystyle A_{S}} = grootspantoppervlak {\displaystyle A_{ch}} = doorsnede van kanaal {\displaystyle K_{1}} varieert met {\displaystyle {\frac {A_{S}}{A_{ch}}}} en {\displaystyle {\frac {T}{h}}} en 1 is voor open water                     |
| Eryuzlu en Hausser (1978)                            | {\displaystyle S_{bE}=0,113B\left({\frac {1}{h/T}}\right)^{0,27}Fr_{h}^{1,8}} | {\displaystyle S_{bE}=0,113B\left({\frac {1}{h/T}}\right)^{0,27}Fr_{h}^{1,8}} | |
| Barrass (1979, 1981)                                 | | {\displaystyle S_{max}={\frac {C_{B}S_{2}^{2/3}v_{k}^{2,08}}{30}}} | {\displaystyle S_{2}} = blokkeringsratio {\displaystyle {\frac {A_{S}}{A_{W}}}} {\displaystyle A_{W}=A_{ch}-A_{S}} {\displaystyle v_{k}} = vaart door het water in knopen {\displaystyle W/B} ≥ 8 om als open water beschouwd te worden |
| ICORELS (1980)                                       | {\displaystyle S_{BI}=2,4{\frac {\nabla }{L_{PP}^{2}}}{\frac {Fr_{h}^{2}}{\sqrt {1-Fr_{h}^{2}}}}}                                                                                                 | {\displaystyle S_{BI}=2,4{\frac {\nabla }{L_{PP}^{2}}}{\frac {Fr_{h}^{2}}{\sqrt {1-Fr_{h}^{2}}}}}                                                                                                 | |
| Römisch (1989)                                       | {\displaystyle S=C_{v}C_{f}K_{\Delta T}T} | {\displaystyle S=C_{v}C_{f}K_{\Delta T}T} | {\displaystyle C_{v}=8\left({\frac {v}{v_{CR}}}\right)^{2}\left(\left({\frac {v}{v_{CR}}}-0,05\right)^{4}+0,0625\right)} {\displaystyle v_{CR}=0,58\left({\frac {hL}{TB}}\right)^{0,125}{\sqrt {gh}}} is de kritische snelheid voor ondiep water {\displaystyle C_{f}=\left({\frac {10C_{B}B}{L_{PP}}}\right)^{2}} voor boegsquat, {\displaystyle C_{F}} is 1 voor heksquat {\displaystyle K_{\Delta T}=0,155{\sqrt {\frac {h}{T}}}} |
| Eryuzlu et al. (1994)                                | {\displaystyle S_{bE2}=0,298{\frac {h^{2}}{T}}\left({\frac {v_{S}}{\sqrt {gT}}}\right)^{2,289}\left({\frac {h}{T}}\right)^{-2,972}K_{b}}                                                          | {\displaystyle S_{bE2}=0,298{\frac {h^{2}}{T}}\left({\frac {v_{S}}{\sqrt {gT}}}\right)^{2,289}\left({\frac {h}{T}}\right)^{-2,972}K_{b}}                                                          | {\displaystyle K_{b}={\sqrt {\frac {3,1}{W/B}}}} bij {\displaystyle W/B<9,61} {\displaystyle K_{b}=1} bij {\displaystyle W/B} ≥ 9,61 voor schepen met bulbsteven |
| Overseas Coastal Area Development Institute of Japan | {\displaystyle S_{bJ}=\left(\left(0,7+1,5{\frac {1}{h/T}}\right)\left({\frac {C_{B}}{L_{PP}/B}}\right)+15{\frac {1}{h/T}}\left({\frac {C_{B}}{L_{PP}/B}}\right)^{3}\right){\frac {V_{S}^{2}}{g}}} | {\displaystyle S_{bJ}=\left(\left(0,7+1,5{\frac {1}{h/T}}\right)\left({\frac {C_{B}}{L_{PP}/B}}\right)+15{\frac {1}{h/T}}\left({\frac {C_{B}}{L_{PP}/B}}\right)^{3}\right){\frac {V_{S}^{2}}{g}}} | |
| Versimpelde formule (Barras)                         | {\displaystyle S=C_{B}{\frac {v^{2}}{100}}} | {\displaystyle S=2C_{B}{\frac {v^{2}}{100}}} | v: vaart in knopen; CB: blokcoëfficiënt De formule levert een ruwe benadering die aan de veilige kant blijft. |

## Retourstroom

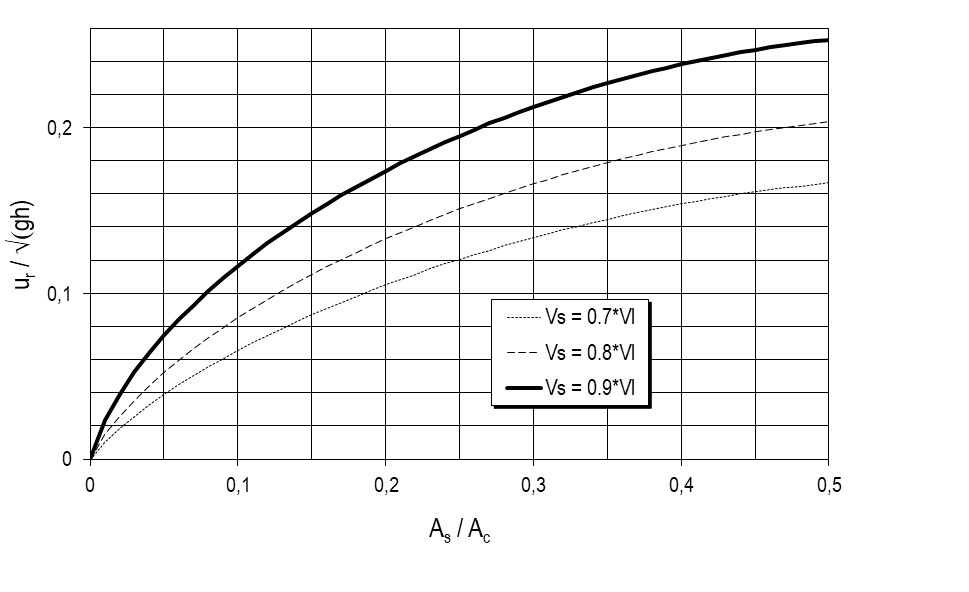
Retourstroom in beperkt vaarwater volgens Schijf

Zoals boven al aangegeven, treedt de spiegeldaling op doordat er een retourstroom optreedt. De grootte van deze retourstroom is belangrijk voor de berekening van bijvoorbeeld de bodembescherming van het kanaal en voor de oeverbescherming. De dimensieloze retourstroom is:
{\displaystyle {\frac {u_{r}}{\sqrt {gh}}}=\left[{\frac {1}{(1-A_{s}/A_{c})-z/h}}-1\right]{\frac {v_{l}}{\sqrt {gh}}}}.
Grafisch is dit weergegeven in bijgaande grafiek.

## Voorbeeld
(Dit is hetzelfde voorbeeld als wat ook bij de rompsnelheid gebruikt is) Gegeven een schip van 10 m breed en een diepgang van 3 m (met een bakprofiel, bijv. een klase IV duwbak) vaart in een kanaal van 40 m breed en 5 m diep. De verhouding As / Ac is dan 0,16. De verhouding vl /√ (gh) = 0,55 (zie figuur rechts) en dus is de grenssnelheid 3,8 m/s. Als ontwerpsnelheid wordt meestal 90% van de grenssnelheid aangehouden, dus 3,4 m/s. De verhouding z/h = 0.083, dus z =0,42 m. De retourstroom kan met bovengenoemde formule uitgerekend worden, of afgelezen worden in bijgaande grafiek. Omdat As / Ac gelijk is aan 0,16 is ur /√ (gh) gelijk aan 0,15 en dus vl = 1,04 m/s.
Een voorbeeld van retourstroom en spiegeldaling bij een zeeschip in de Elbe is te zien op de video gemaakt door prof Pasche van de Universiteit van Hamburg.

## Overige verschijnselen
Het systeem boeggolf-spiegeldaling-haalgolf wordt ook wel de primaire scheepsgolf genoemd. Daarnaast zijn er ook secundaire scheepsgolven, die over het algemeen (in beperkt water) minder belangrijk zijn. Echter, in breed en diep vaarwater zijn deze golven overheersend. Zie hiervoor het lemma scheepsgolf.